# 岑廷高
岑廷高（？—？），清朝官員，本籍閩縣。

## 生平
岑廷高於1834年上任淡水廳大甲中軍守備，為台灣清治時期的地方官員，該官職主要從事大甲地區武職事務，品等不高，只為正七品以下。

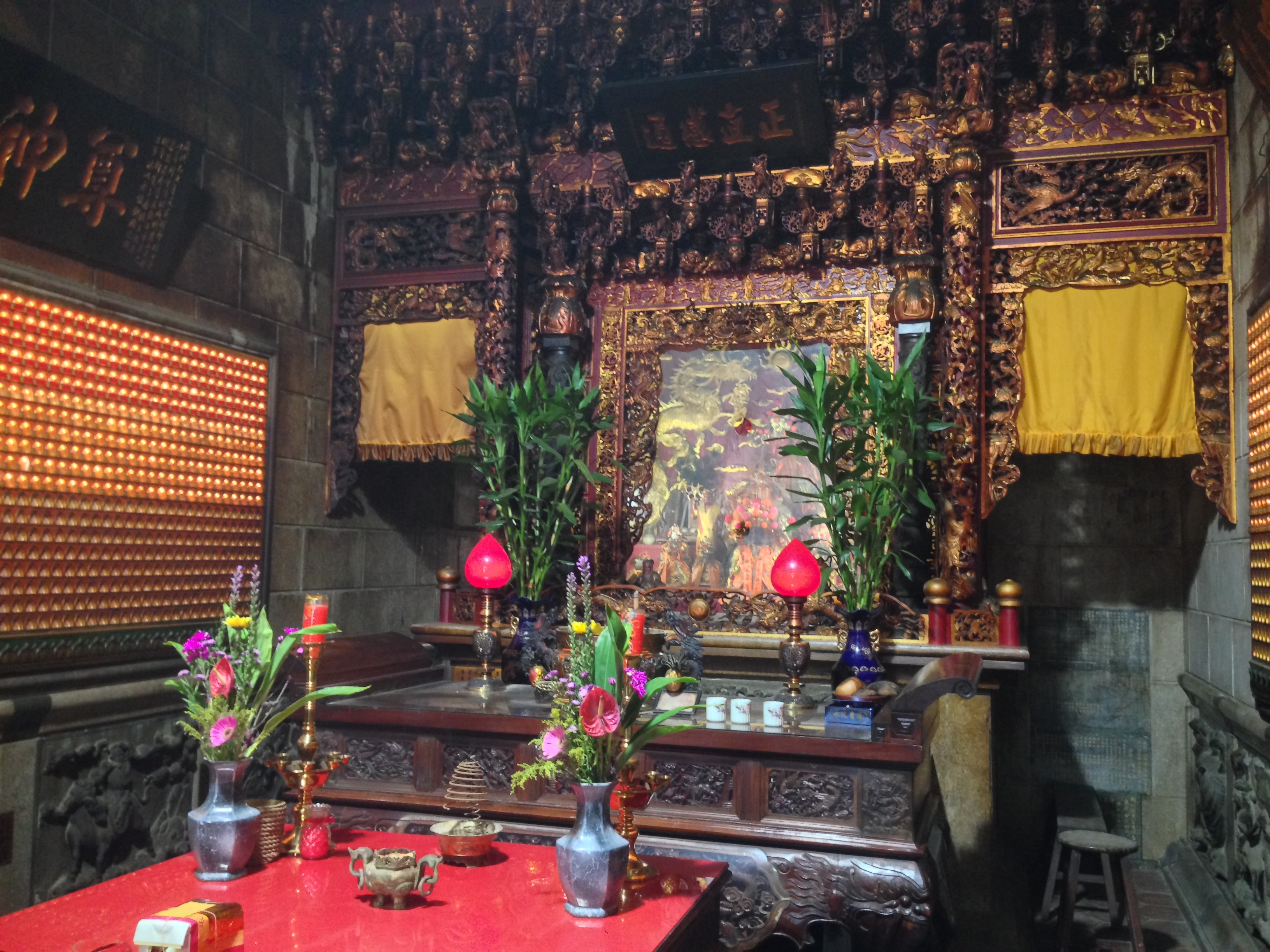
彰化鎮東宮廟內有岑廷高在道光年間贈送的匾額。